# Роберто Бурл Маркс
Роберто Бурл Маркс (Roberto Burle Marx, 1909–1994) је био бразилски пејзажни архитекта (сликар, штампар, еколог, природњак, уметник, дизајнер накита и текстила, сценограф и музичар) чији пројекти паркова и вртова су га учинили светски познатим. Он је увео модерну пејзажну архитектуру у Бразил. Био је познат као савремени уметник природе и дизајнер јавног градског простора.

## Биографија
Роберто Бурл Маркс је био четврти син Цецилије Бурл (Cecilia Burle) Бразилке из више класе, чији су преци дошли из Бразилске државе Пернамбуко (Pernambuco) и Француске, и Вилхелма Маркса (Wilhelm Marx), немачког Јеврејина рођеног у Штутгарту, и одраслог у Триру, родном месту Карла Маркса, рођака његовог деде. Прва Бурл Марксова инспирација за уређење предела дошла је док је студирао сликарство у Немачкој, и често одлазио у Ботаничку башту у Берлину (Botanischer Garten und Botanisches Museum Berlin-Dahlem), где је први пут сазнао нешто о флори свога завичаја - Бразила. По повратку у Бразил 1930, почео је са прикупљањем и садњом биљака око своје куће, претворивши је у тропски биљни центар на 80 ha са хиљадама ретких биљака. Посебно је волео бразилских орхидеје, Палме, локвање и [[|бромелије]]. Од исте године похађа Националну школи ликовних уметности у Риу (Escola de Belas Artes da Universidade Federal do Rio de Janeiro), где учи визуелне уметности код Леа Путза (Leo Putz) и Кандида Портинарија (Candido Portinari). У школи је био повезан са неколико будућих бразилских лидера у архитектури и ботаничара који су наставили да значајно утичу на његов лични и професионални живот. Један од њих је био његов професор, модерниста Лусио Коста (Lucio Costa), архитекта и урбаниста који је становао у истој улици са Бурлом. Године 1932, Бурл Маркс је дизајнирао свој први простор за приватну резиденцију архитекте Лусија Косте и Грегорија Варшавчика. Овај пројекат, кућа Шварц, је почетак сарадње са Костом коју је касније обогатио Оскар Нимајер (Oscar Ribeiro de Almeida Niemeyer Soares Filho), који је дизајнирао бразилску штанд на Светској изложби у Њујорку 1939. Нимајер је такође дизајнирао комплекс Пампулха 1942. године у Бело Хоризонте за који је Маркс дизајнирао вртове око вештачког језера.
Године 1949. добио је 36.5 ha имања Бара де Гуаратиба (Barra de Guaratiba) у непосредној близини Рио де Жанеира. Истовремено је почео да предузима експедиције у бразилске кишне шуме са ботаничарима, и другим истраживачима како би прикупио ретке биљке. Уз ботаничара де Мело Барета (Henrique Lahmeyer de Mello Barreto) научио је много о биљкама ин ситу, а као резултат оснива свој врт, расадник и колекцију тропских биљака на Гуаратиби. Своју имовину поклонио је бразилској влади 1985. и она постаје национални споменик „Sítio Roberto Burle Marx“ којим управља Министарство културе (IPHAN-Instituto do Patrimônio Histórico e Artístico Nacional / Ministério da Cultura). Колекција броји преко 3.500 врста биљака. У долини је обновљена кућа на месту вртне куће која је припадала оригиналном имању плантаже.
Роберто Бурл Маркс основао је пејзажни студио 1955. године, а исте године и пејзажну компанију „Burle Marx & Cia. Ltda“.
Већи део његовог рада има смисао безвремености и савршенства. Његова естетика често је заснована на природи, на пример, никада није комбиновао различите боје цвећа, правио је велике групације исте врсте, користио аутохтоне биљке претварајући стеновито поље у релаксирајући врт. Био је веома заинтересован за карактеристике сваке биљке и какав ефекат та особина има на цео врт. Отворио је канцеларију и у Каракасу, Венецуела 1956. године и почео да ради са архитектама Хосе Табаковим (Jose Tabacow) и Харуиоши Оном (Haruyoshi Ono) 1968. године. Маркс је радио значајне поруџбине у Бразилу, Аргентини, у Чилеу и другим јужноамеричким земљама, затим Француској, Јужној Африци, Вашингтону и Лос Анђелесу. Осим тога његова дела могу се наћи широм Рио де Жанеира „то је музеј на отвореном радова који приказују његов беспрекорни стил, у потпуности његов" . Шездесетдвогодишња каријере Роберта Бурл Маркса завршена је 4. јуна 1994, његовом смрћу два месеца пре 85. рођендана.

## Рад Бурл Маркса
Он је провео неко време у бразилским шумама, где је истраживао и учио. То му је омогућило да да значајан допринос ботаничким и геолошким наукама, открићем нових биљака и стена. За више од 30 биљака он је аутор (Heliconia aemygdiana Burle-Marx), а неке су по њему добиле епитет врсте (Heliconia burleana Abalo & G.Morales). При навођењу ботаничког назива ових биљака користи се стандардна ауторска скраћеница Burle-Marx. Маркс је такође био укључен у напоре да се заштите и сачувају кишне шуме од деструктивних комерцијалних активности голих сеча због грађе и крчења за подизање плантажа банана и других усева.
Марксов рад "се може сажети у четири општа концепта дизајна, употреба аутохтоне тропске вегетације као структурног елемента дизајна, разбијање симетричног образаца у концепцији отворених простора, живописни третман тротоара, као и коришћење слободних форми у воденим аранжманима" . Овај приступ се види на шеталишту плаже Копакабана, где је нативно дрвеће (претежно палме) отпорно на морске ветрове посађено у групацијама дуж Атланске авеније (Avenida Atlantica). Ове групације спајају мозаици од португалског камена, који чине огромну апстрактну слику на којој нема сегмената дуж шеталишта који су исти. Ова "слика" се види са балкона хотела, а онима који се возе дуж плаже нуди стално нове призоре. Мозаици се протежу на читава 4 km дуж плаже. Вода је у овом случају, наравно океан и плажа, која се граничи са 10 m широким континуираним мозаиком шеталиштем са вијугавим мотивима. Плажа Копакабана је "најпознатија у Бразилу".
За своје творевине он сам је говорио: „Чини ми се да су принципи на којима заснивам изградњу и уређење мојих вртова у многим тачкама исти са принципима који су у основи ма ког другог начина уметничког изражавања“. Он заиста није мислио на вртове само као ботаничар или врлар – извођач, већ и као сликар. Зато и тврди: „Проблеми контраста и усклађивања боја, грађе и облика у тродимензионалном и четвородимензионалном врту су за мене исто толико важни као и у дводимензионалном сликарству... Велика разлика између дводимензионалноног сликарства и тродимензионалног вртног пројектовања је у томе што биљка као изворни материјал није статична.“ Слободне форме и течне кривудаве линије стварају у његовим вртовима разигране хоризонталне ритмове. Гледани из птичије перспективе, ти вртови изгледају подједнако везани за апстрактно сликарство као и за одређену просторну стварност. Сви облици у њима подсећају на бразилске реке, посматране из авиона. Чак и клупе су ту меандрирајућих форми.

## Награде
Роберто Бурл Маркс је добио следеће награде, дипломе заслуга и почасна чланства удружења:
- награду за пејзажну архитектуру на 2. међународној изложби архитектуре (1953), Сао Пауло;
- назив витеза Реда Круне у Белгији (1959);
- диплому части у Паризу (1959);
- медаљу Светог Думонта (Santos Dumont Medal) од бразилске владе (1963);
- медаљу лепих уметности Америчког института архитеката у Вашингтону (1965);
- звање доктора Краљевског колеџа уметности (Royal College of Art) у Лондону (1982);
- почасни докторат Краљице Холандије;
- Ботаничка башта Мисури му је доделила награду Гринсфелдер (Greensfelder Award);
- Ботаничка башта Кентаки прогласила је 1985. дан 14. октобар његовим даном[5].

## Радови
- Пејзажни дизајн неких вртова у јавним зградама Бразилије.

- Војно министарство – водени врт и изузетно коришћење форми од бетона.
- Зграда Михистарства иностраних послова.
- Министарство образовања – кровни врт завршен 1937. за који је Маркс стекао међународни углед и дивљење за комбинацију апстрактног дизајна и бразилске флоре.

- Шеталиште Копакабана, Рио де Жанеиро – мозаик плочник (под утицајем португалских плочника) завршен 1970.
- , Сао Пауло, 1954.
- Бразилски павиљон на Међународној изложби у Бриселу 1958.
- Источни парк у Каракасу (Parque del Este, Caracas), Венецуела 1959.
- - јавни парк од 122 ha у Рио де Жанеиру изграђен на депонији 1962.
- Лендскејпинг за УНЕСКО зграду у Паризу 1963.
- Амбасада САД, Бразилија 1967. и 1972.
- Иранска амбасада, Бразилија 1971.
- Међународни аеродром, Рио де Жанеиро 1978.
- Каскадни врт (Cascade Garden), Longwood Gardens, Пенсилванија.
- Булевар Бискејн (Biscayne Boulevard), Мијами, Флорида (завршен постхумно).
- Сквер Перу (Peru Square), Буенос Аирес, Аргентина (уништен).
- Парк у градском центру Куала Лумпур (Kuala Lumpur City Centre (KLCC)), Куала Лумпур, Малезија.
- Сквер куће Форте (Praça de Casa Forte), Ресифе, Пернамбуко, Бразил.

## Шира литература
- Berrizbeitia, A. (2005): Roberto Burle Marx in Caracas: Parque del Este, 1956–1961. Penn Studies in Landscape Architecture, University of Pennsylvania Press.
- Burle Marx, R. : A Garden is Like a Poem. World Microfilms. 1982.  978-1-85035-075-0.*Howard Adams, W. : Roberto Burle Marx: The Unnatural Art of the Garden. Museum of Modern Art.
- Eliovson, S. & Burle Marx, R.: The Gardens of Roberto Burle Marx.
- Rizzo, G. G. (1992): Roberto Burle Marx. Il giardino del Novecento. Florence: Cantini editore.
- Rizzo, G. G. : Il giardino privato di Roberto Burle Marx: Il Sìtio. Sessant'anni dalla fondazione. Cent'anni dalla nascita di Roberto Burle Marx. . Roma: Gangemi Editore. 2009. ISBN 978-88-492-1987-6. Недостаје или је празан параметар |title= (помоћ)